# Rodrigo Blankenship
Rodrigo John Blankenship (Marietta, 29 gennaio 1997) è un giocatore di football americano statunitense che milita nel ruolo di placekicker per gli Indianapolis Colts della National Football League (NFL).

## Carriera

### Indianapolis Colts
Blakenship al college giocò a football con i Georgia Bulldogs dal 2016 al 2019. Dopo non essere stato scelto nel Draft NFL 2020 firmò con gli Indianapolis Colts. Debuttò come professionista nella gara del primo turno contro i Jacksonville Jaguars segnando due field goal su tre tentativi. A fine stagione fu inserito nella formazione ideale dei rookie dalla Pro Football Writers Association.

## Palmarès
- PFWA All-Rookie Team - 2020